# Arashiyama

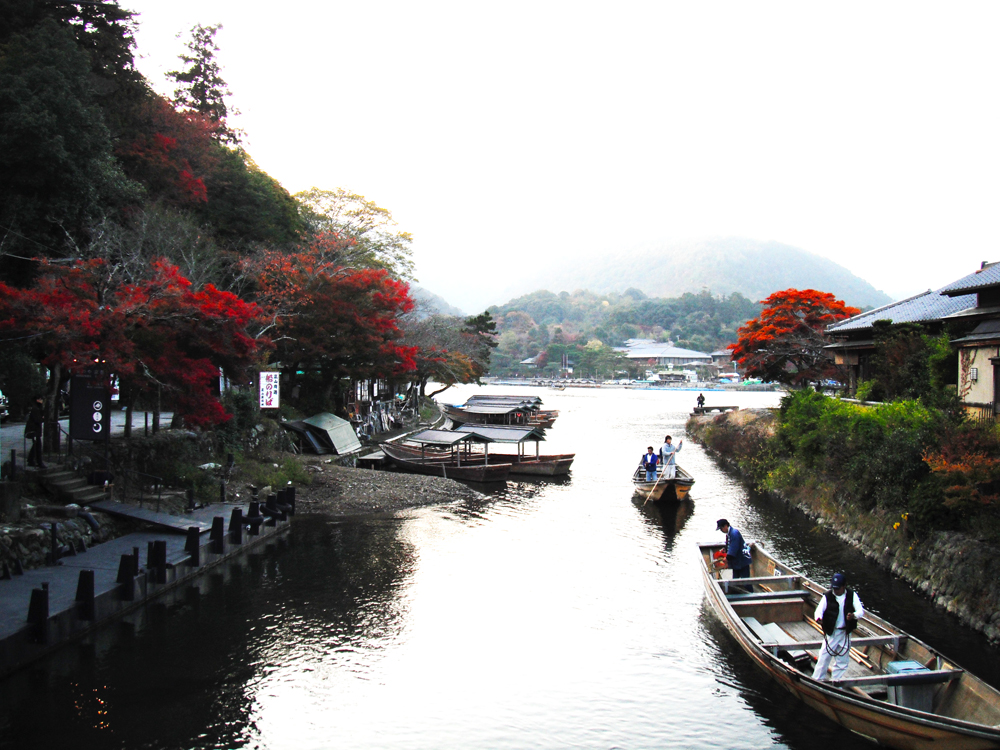
Il fiume Katsura ad Arashiyama

Arashiyama (嵐山? lett. "Montagna della tempesta") è una zona turistica nei pressi della città di Kyoto, in Giappone. Si trova a nord del quartiere Nishikyō, a sud di Ukyō e ad ovest di Kyoto, ai piedi del monte Arashi, da cui prende il nome.

## Descrizione

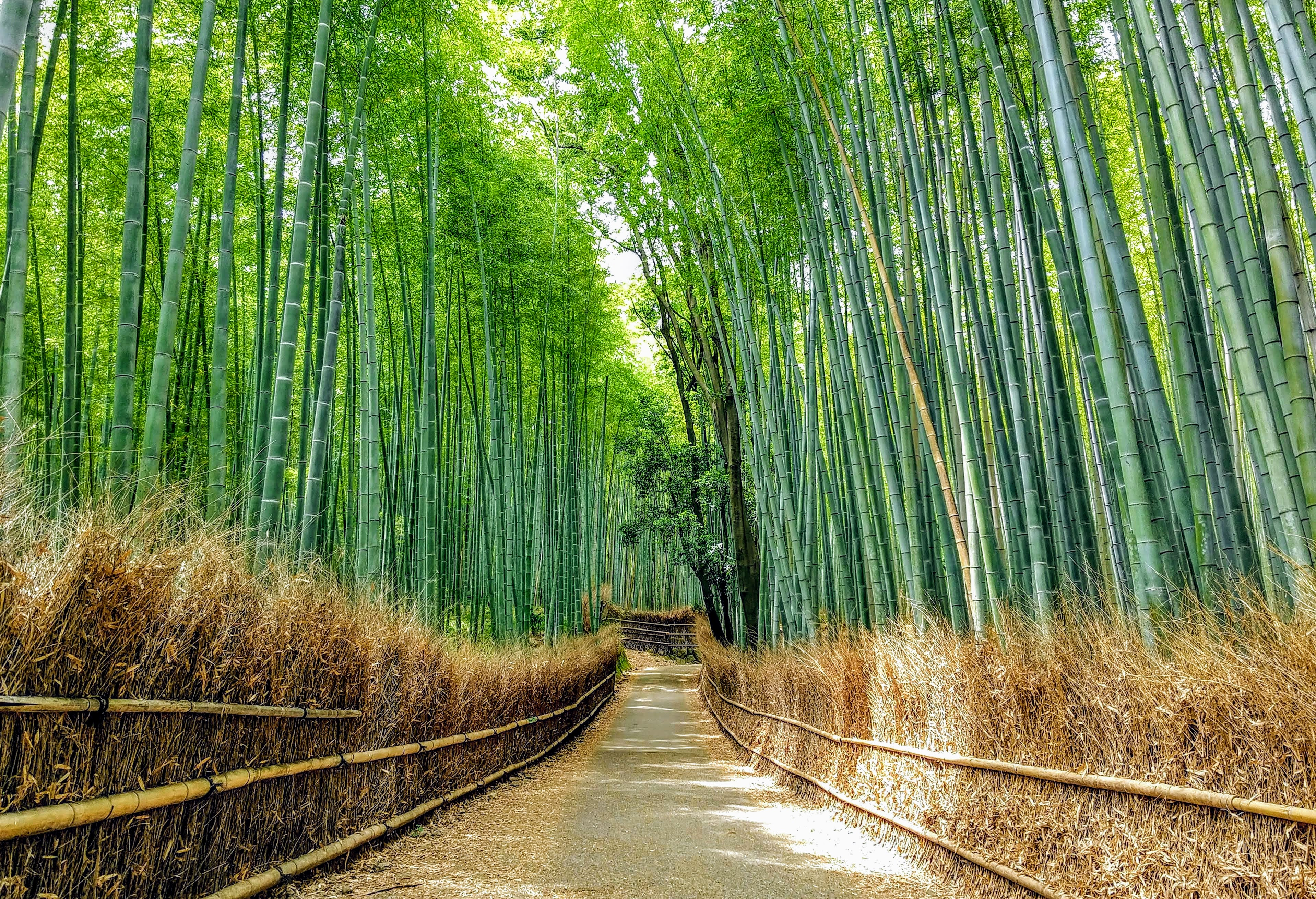
La foresta di bambù di Arashiyama e Sagano

Arashiyama è un sito incluso fra le Proprietà culturali del Giappone. Si sviluppa attorno al ponte Togetsukyō sul fiume Katsura, un luogo molto apprezzato dai giapponesi per ammirare, in primavera, i ciliegi in fiore (sakura), e in autunno gli aceri (momiji). A nord del ponte si trova l'imponente foresta di bambù di Arashiyama e Sagano.

## Citazioni letterarie
Arashiyama, con i suoi ciliegi e i suoi alti pini, viene citata e descritta dallo scrittore giapponese Yukio Mishima nel suo noto romanzo Il padiglione d'oro, durante una gita in montagna del protagonista Mizoguchi con un gruppo di amici (Milano, Universale Economica Feltrinelli, 1990, pagg. 116-117).